# Conservatório de Música da Universidade Federal de Pelotas

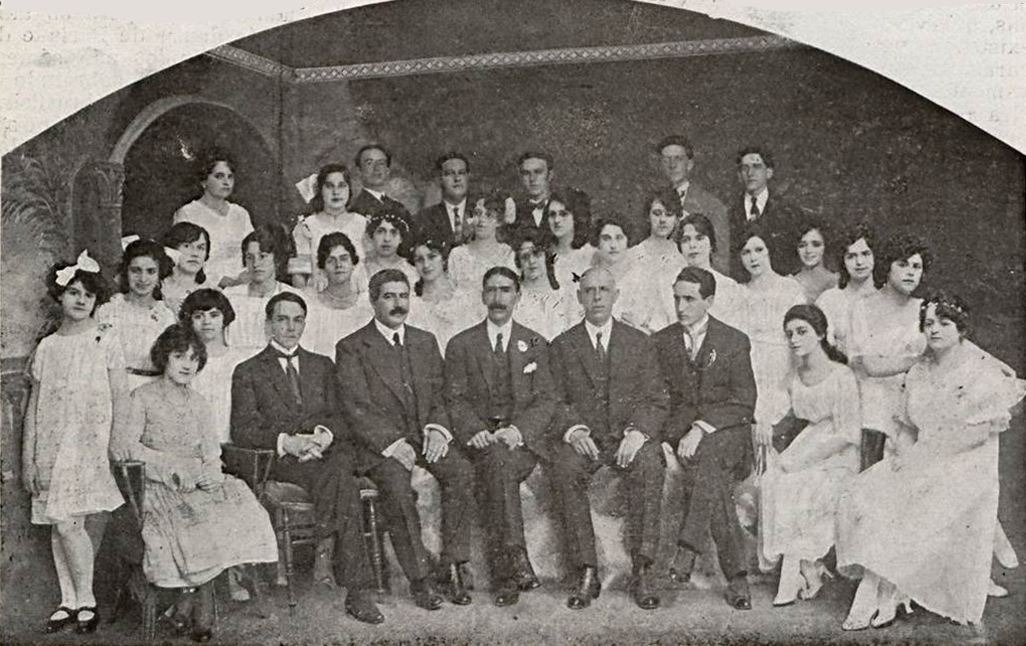
Professores e alunos do Conservatório de Música de Pelotas em dezembro de 1918. Ao centro o presidente Francisco Simões.

O Conservatório de Música é uma das unidades de ensino da Universidade Federal de Pelotas, no Rio Grande do Sul, Brasil. Foi a quinta escola de música a ser fundada no país, e é a única instituição musical de atividade ininterrupta na cidade desde sua criação até os dias de hoje, sendo responsável pela formação de várias gerações de músicos profissionais e a realização de inúmeros concertos com artistas de renome internacional. Seu salão de concertos é um dos mais antigos do Brasil ainda em uso.

## Fundação
Fundado em 4 de junho de 1918 por Alcides Costa e Francisco Simões, foi inaugurado em 18 de setembro do mesmo ano, em uma época em que Pelotas era a segunda mais importante cidade do estado, e já possuía uma sólida tradição cultural, tendo sido no século XIX o maior polo cultural do Rio Grande do Sul, a ponto de ser chamada de "a Atenas gaúcha". O Conservatório foi criado na esteira do projeto civilizador e progressista republicano cujos ideais visavam uma equiparação cultural do Brasil aos países mais avançados da Europa. Na época de sua fundação a cidade experimentava um grande surto de desenvolvimento, a última floração do ciclo do charque, que enriqueceu a urbe e a adornou com inúmeros prédios elegantes e uma sociedade aristocrática e ilustrada.
Os antecedentes para sua criação foram o estabelecimento em Porto Alegre, a capital do Rio Grande do Sul, do Conservatório do Instituto Livre de Belas Artes, e a chegada em 1916 do renomado pianista Guilherme Fontainha para dirigí-lo. Fontainha era uma personalidade dinâmica e grande pedagogo, sendo uma das peças-chave para a disseminação no sul de um modelo educativo musical moderno, baseado na metodologia do Instituto Nacional de Música, do Rio de Janeiro, e tinha contato com figuras importantes do modernismo brasileiro. Ele inspirou a criação de conservatórios em várias cidades do estado, sendo auxiliado nessa empresa por José Corsi, e foi o mentor também da fundação da instituição pelotense, para a qual indicou Antônio de Sá Pereira como primeiro diretor artístico.

### Desenvolvimento

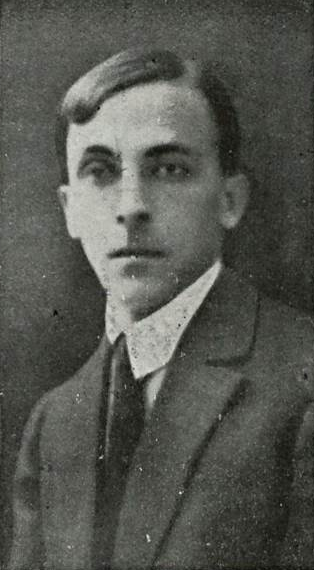
Sá Pereira

Sá Pereira era um dos mais importantes professores de piano de sua geração em todo o Brasil, e como administrador introduziu mudanças importantes no repertório musical apresentado na cidade, trazendo peças de autores modernistas do Brasil e do exterior. Também escreveu artigos sobre música que foram publicados na imprensa local, a qual apoiou as atividades do Conservatório e contribuiu assim para a formação de um gosto musical mais apurado e atualizado na cidade. Desde logo as atividades docentes da instituição foram complementadas com a realização de concertos públicos, contando com a colaboração de outros organismos vinculados ao Conservatório.
Em 1923 a direção artística passou para Milton de Lemos, e em 1927 foram instituídos cursos de desenho e pintura, dirigidos pelo insigne pintor João Fahrion, de Porto Alegre, oficializando uma prática que já estava sendo seguida informalmente desde um pouco antes. Então o nome da instituição passou a ser Instituto de Belas Artes de Pelotas. Em 1928 aconteceu ali a primeira transmissão radiofônica ao vivo de música erudita do Brasil, e em 1937 o Instituto foi municipalizado. No final da década de 1930 o prédio passou por reformas, e nesse ínterim as aulas aconteceram no edifício da Biblioteca Pública Pelotense. Em 1941 o prédio foi reinaugurado com seus equipamentos melhorados e o salão de concertos ampliado. Em 1943 foi criado o Coro oficial do Instituto, e em 1949 a Orquestra Sinfônica de Pelotas, que se não era vinculada ao Instituto contou com a participação de vários mestres e alunos da instituição educacional. Neste mesmo ano o Instituto transferiu as aulas de desenho e pintura para a Prefeitura, retornando às suas funções especificamente musicais, e voltando a ter sua denominação original. Em 1961 recebeu autorização federal para oferecer cursos superiores de música, e em 1965 o Conservatório passou a ser uma autarquia, até que foi absorvido pela Universidade Federal de Pelotas em 1969, estatuto que se mantém até hoje. Em 1970 seu curso de música foi reconhecido pelo governo federal como um Bacharelado, com habilitações em canto, violino, piano, violão e flauta. Em 1971 foi criada a Licenciatura em Música, e o Departamento de Música do Instituto de Artes da UFPel passou a funcionar em conjunto com o Conservatório, situação que permaneceu até 1984.

### História recente
Com a consolidação de sua ligação com a universidade iniciaram atividades de extensão comunitária em projetos permanentes, como o Projeto Quartas Musicais, o Projeto Concertos das Doze e Trinta, e os Concertos da Catedral do Redentor. Além disso o Conservatório mantém uma Temporada Oficial de Concertos em parceria com o Conservatório do SESI e o apoio de várias instituições locais e nacionais. No total o Conservatório oferece cerca de 70 concertos por ano à comunidade. Outras de suas atividades são o Concurso Nacional de Piano Milton de Lemos, bienal, o Troféu Milton de Lemos - Destaque em Música Erudita, e a Semana do Piano, ambos também eventos bienais. Também são mantidos o Concurso de Canto Zola Amaro, o Encontro de Violonistas e o Projeto Ouvindo e Apreciando Música, que funcionou durante dez anos e está aguardando reedição. O Conservatório ainda publica o informativo Alla Breve, sobre as atividades institucionais, e a Revista do Conservatório de Música da UFPel, para divulgar estudos especializados. Em 1996 foi criada a Sociedade dos Amigos do Conservatório de Música, em 1997 a Musicoteca e Centro de Documentação Musical, com significativo acervo documental e iconográfico e a partir de 2001 sediando o Grupo de Pesquisa em Musicologia. Em 2002 foi instituído o Curso de Pós-Graduação em Musiocoterapia, mas foi abolido recentemente. Em 2008, foi instituído o curso de bacharelado em composição e, em 2009, foi instituído o curso de graduação em Ciências Musicais, ainda aguardando o reconhecimento pelo MEC.

## Artistas em concerto
Entre os artistas célebres que se apresentaram em concertos organizados pelo Conservatório podemos contar Bidu Sayão, Conchita Badía, Eudóxia de Barros, Guiomar Novaes, Olga Fossati, Magda Tagliaferro, Zola Amaro, Claudio Arrau, Wilhelm Backhaus, Arthur Rubinstein, Francisco Mignone, Hans-Joachim Koellreuter, Sebastian Benda, Nathan Schwartzman, Jean Jacques Pagnot, Bagumil Sykora, Gaspar Cassadó, Jacques Thibaud, Nelson Freire, Miguel Proença, Roberto Szidon, Mariana Mihai, Marlos Nobre e Olinda Allessandrini.